# Psychotria ascendens
Psychotria ascendens är en måreväxtart som beskrevs av Henry Nicholas Ridley. Psychotria ascendens ingår i släktet Psychotria och familjen måreväxter. Inga underarter finns listade i Catalogue of Life.